# トレッドミル
トレッドミル（英語：treadmill）とは、屋内でランニングやウォーキングを行うための健康器具。ルームランナー、ランニングマシン、ジョギングマシンなどとも呼ばれる。また、歩行用の低速のものはウォーキングマシンとも呼ばれる。

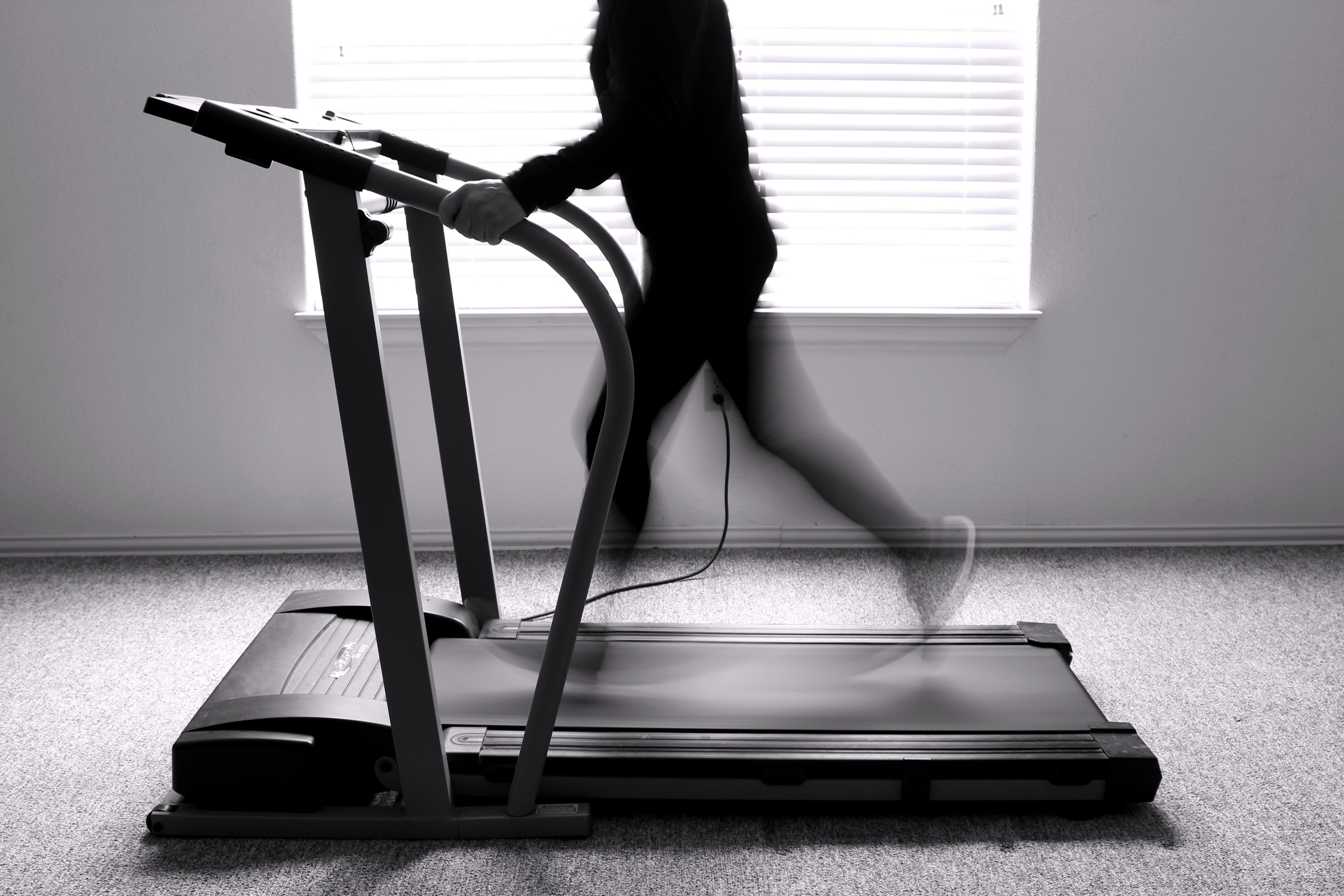
トレッドミル

## 概要
屋内で有酸素運動を行うことを目的としている。ベルトコンベア状の踏み台をモーターの力で動かし、速度が調節できるようになっている。機種にもよるが、一般には以下の機能を有している。
- 傾斜調節 - 上り坂にすることで負荷を高めることができる。運動中に調整出来る物や心拍や模擬的なコースに合わせて自動的に調整される物、停止中に調整する物、組立時に角度を選ぶ物などがある。
- 走行距離表示
- 経過時間表示
- 平均速度表示 - 終了後、総走行距離と総経過時間から平均速度を自動計算する。
- 消費カロリー表示 - 体重と走行距離から概算した消費カロリーを表示する。開始前に体重を正しく設定する必要がある。
- 歩数・歩幅・ピッチ表示 - 内蔵の着地センサーからの情報を利用する。
- 心拍を測定する - 耳たぶにセンサーを取り付ける方式と、正面のグリップセンサーを握る方式とがある。後者は腕を振れないため正確な計測は困難である。
- 緊急停止装置 - センサーが常時監視しており、後ろに落下しそうになったり転んだりしたなど異常を検知した場合に緊急停止する。目立つ場所に非常停止ボタンが有る物も多い。

スポーツクラブに設置されている。各人のペースに合わせて有酸素運動ができ、痩身や持久力向上に役立つ。筋力トレーニングほどの強度はかからないため、筋肥大の効果は期待できない。家庭用は2～3万円から数十万円、業務用は100万円～250万円で、その中間の価格帯のものもある。家庭用は小型軽量化が優先されており、モーターの耐久性が劣っていたり連続使用時間に制限がある場合が多い。

## 歴史
1817年、ウィリアム・カビットは刑務所に収監されている犯罪者の矯正のためにトレッドミルを導入した。1954年、ワシントン大学のロバート・ブルースとウェイン・クイントンが心臓や肺の疾患を診断するためのトレッドミルを開発した。このトレッドミルが初の医療用のトレッドミルである。1968年、ケネス・クーパーはエアロビクスにおけるトレッドミルの利用価値に関する調査結果を発表した。この調査は議論の的となり、商用の家庭向けトレッドミルの開発を後押しすることになった。

## 長所

### 均一な環境
- 天候に左右されない。
- 空調の管理された環境で利用できる。
- イーブンペース（同じ速度）で走る訓練になる。オーバーペースを防ぐことにも繋がる。
- 交通事故の心配がない。信号待ちでペースを乱されることもない。
- 手元に飲料を置いておくことで随時補給が可能。（屋外では飲料を持って走らなければならない。）

### 的確なフィードバック
- 鏡を見ながら走ることで自身のフォームの確認が可能。
- インストラクターや科学者が少ない負担でフォームなどを分析可能。(一緒に走ったり、クルマに乗る必要が無い)
- 各種計測器をランナーに取り付けることが可能。

### 自宅・自室で運動出来る環境
- 小さな子供などがいても家を空けることなく運動が可能。
- テレビを見ながら運動が可能。
- パソコン、タブレット端末、携帯電話などを使いながら運動が可能。

## 短所
- 上り坂や下り坂に臨機応変に対応する能力が身に付かない。
- 着地時のショックが地面よりも柔らかいため、それに慣れてしまってから屋外を走ると違和感を覚える。
- 速度の上げ下げが緩慢なうえボタン操作が必要なため、インターバルトレーニング（急走と緩走の反復練習）に向かない。
- 家庭用で16km/h、業務用でも20km/h程度が上限であり、いわゆるスプリント系の練習は一切できない。なお、36km/hまで出る特殊なものも一部に存在する。
- 風がなく進行方向からの空気の流れもないため、適切な室温管理をしないと体温が上がりやすい。
- 景色の変化がないため飽きやすい。
- 周囲にライバルがいないためモチベーションを保ちにくい。
- 一般家庭では騒音や振動が無視できない。特に集合住宅ではトラブルの原因になりかねない。
- 横、後ろ歩き、走り等の前方向以外の特殊な運動には不向き。このような走法はトレッドミルでは危険な為、禁止されている。

## トレッドミルの応用例
- 運動負荷検査

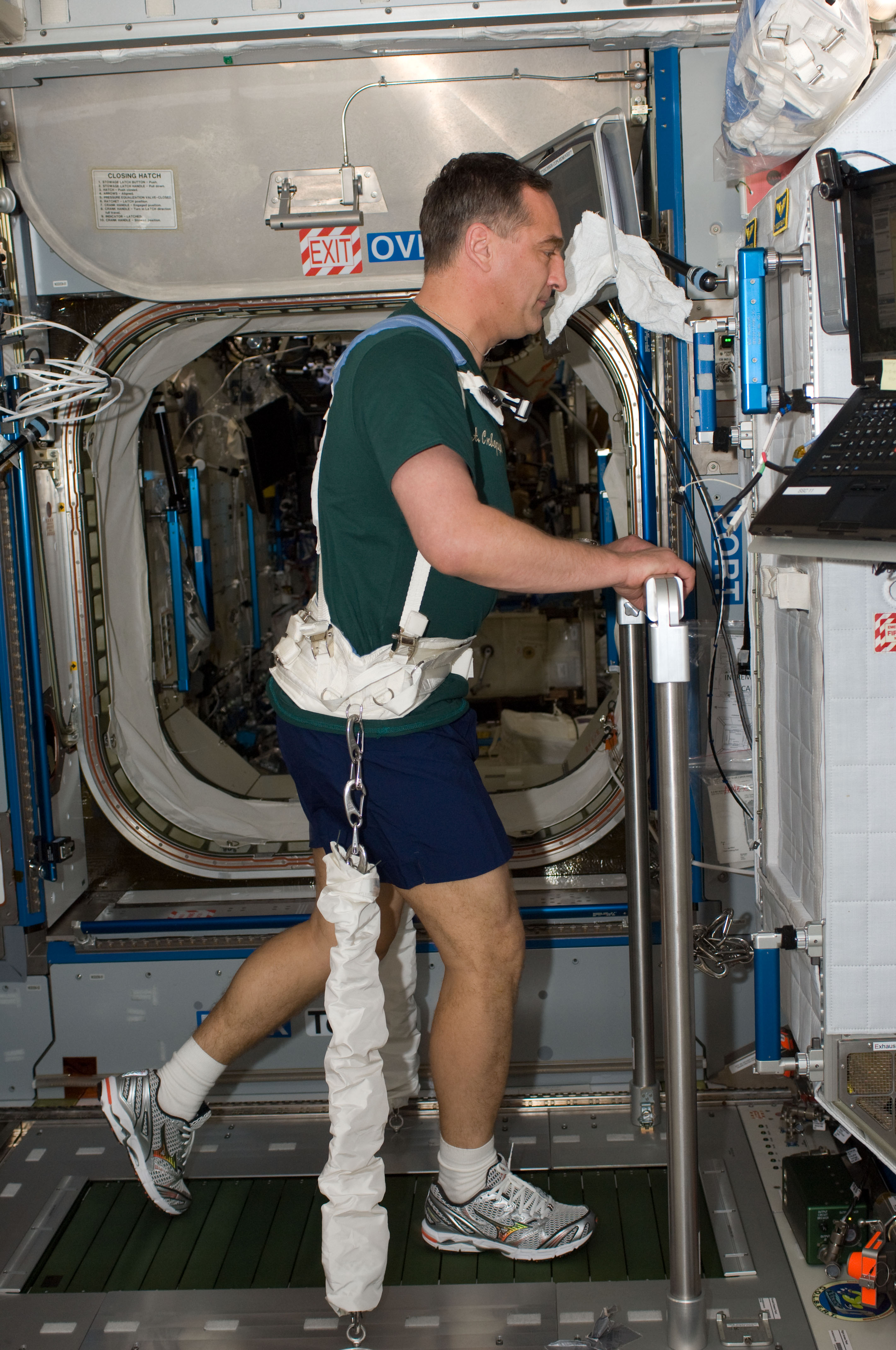
ISSのCOLBERT

  - 狭心症や心筋梗塞の原因となる冠動脈の動脈硬化の診断に利用される[2]。心臓に負荷をかけると心電図に異常（不整脈）が表れるのが特徴であるため、心電図と血圧を測定しながらトレッドミルの速度と傾斜を上げてゆくことで診断する。安価でありながら高い確度で診断できるとされる。
  - 各個人の最大酸素摂取量(VO2max)の測定に利用される[3]。マスクをつけて呼気ガス（酸素消費量と二酸化炭素排出量）を採取しながら、心拍数が最大心拍数付近に維持されるようにトレッドミルの速度を調整する。その状態で呼気ガスを分析することで最大酸素摂取量が得られる。なお、呼気ガス分析を行わずに心拍数と速度と年齢の相関関係から最大酸素摂取量を推定する簡易な方法もある。最大酸素摂取量はその人の持久力を端的に表すため、長距離系のアスリートにとっては重要な指標となる
- リハビリテーション
  - 高齢者や手術後の患者などのためのリハビリテーション器具として利用される。手すりの高さを簡単に調整できるリハビリ用の低速トレッドミルも販売されている。
- 水中トレッドミル
  - 通常、水槽と一体化されて医療用として販売される。浮力があるため膝への負担が少なく、高齢者のリハビリ用として使用される。2007年7月からは天皇・皇后が利用するため皇居に納入された[4][5]。
- 他競技用
  - スキー・スケート・自転車などで走行できる大型のトレッドミルがある。
- 宇宙用
  - 宇宙滞在中は重力がかからないため骨量の減少や筋肉の萎縮が起こる[6]。これを防ぐためトレッドミルやエアロバイクによる運動を1日2時間程度は必ず行うべきであるとされる[7][8]。現在国際宇宙ステーション(ISS)には2台のトレッドミルが設置されている。1台はズヴェズダにあるTVIS[9]で、もう1台はトランクウィリティーにあるCOLBERT「コルベア」[10]である。いずれもISSに振動が伝わらないような工夫がなされている。過去にはソ連のサリュート[11][12]とミール[13]、そしてアメリカのスカイラブ[14]にもトレッドミルが設置されていた。
- 動物用
  - 犬用のトレッドミルが動物病院などに向けて販売されており、治療後のリハビリや肥満犬の運動不足解消に利用される。水槽のように水を貯めて浮力を発生させ、足への負担を軽減しているものがほとんどである。
  - マウス・ラット用のトレッドミルが実験器具として販売されている。電気刺激・疲労・免疫・血液など幅広い分野で活用されている。
- 景色の映るトレッドミル
  - 正面のディスプレイに代表的なマラソンコースの景色が表示され、走った距離に応じて景色も移動するトレッドミル「マラソンシミュレーター」が販売されており[15]、揖斐川町の揖斐川町健康広場で体験できる[16]。

## 開発段階のトレッドミル
- バーチャルリアリティ

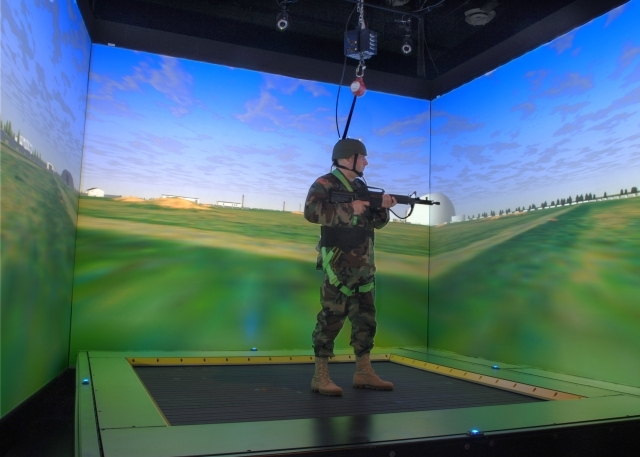
アメリカ陸軍調査研究所にて

  - バーチャルリアリティ研究の一環として、前後左右どの方向にも自由に歩ける無限歩行トレッドミル（ODT、en:Omnidirectional treadmill）が試作されている。HMDや全周型ディスプレイと組み合わせて使用することを想定し、歩行者の動きに合わせてベルトが自動的に動くものが多い。日本では筑波大学などが試作している[17]。マウス用のものがプリンストン大学分子生物学教室で作成され、記憶のメカニズムの研究に使われている[18][19]。

## トレッドミルと記録
- トレッドミルによる長距離走
  - ギネスブックにはトレッドミルによる長距離走の項目が3つある。記録はそれぞれ男子24時間走=257.88km、女子24時間走=247.2km、12人チームによる48時間走=797.85kmである[20]。
- 宇宙でのフルマラソン完走
  - 2007年4月16日、アメリカの女性宇宙飛行士スニータ・ウィリアムズがISS上でボストンマラソンに参加し、4時間24分で完走を果たした[21]。
  - 2016年4月24日、イギリスの男性宇宙飛行士ティム・ピークが同じくISS上でロンドンマラソンに参加し、約3時間35分で完走を果たした[22]。なお、ティム・ピークは1999年の地上のロンドンマラソンを3時間18分50秒で完走している。

## トレッドミルの使われている作品
- ドラえもんのひみつ道具
  - 「アスレチック・ハウス」（1978年） - 一般住宅をアスレチックに改造する。廊下がトレッドミルになってしまい、走らないと前に進まなくなる。
  - 「おざしきゲレンデ」（1972年） - スキー用のトレッドミル。実用化されているものとの違いは、速度の自動調節、周囲に立体映像を映す機能、周囲の温度調節である。
  - 「未来のルームマラソン」（1978年） - 体重計のような形をしている。上に乗って足踏みをすると景色が進んで見える。画面は無く、足踏みをしている人にだけ景色が見える仕組み。なお、1976年に体重計タイプの室内ランニング器「ルームランナー」が日本ヘルスメーカー（現・カタログハウス）から発売され、日本中で大ヒットした[23]。この話ではのび太の父がそれと思われる商品をさっそく買ってくるが、すぐに飽きて誰も使わなくなってしまう様子が描かれている。
- 有限と微小のパン（1998年）には前述のODTと類似したトレッドミルとヘッドマウントディスプレイを併用するVRルームの試作品が登場する。
- オーケー・ゴーの「ヒア・イット・ゴーズ・アゲイン」（2006年）のPVは、並べた8台のトレッドミルの上で4人のメンバーがダンスをするコミカルな内容で大ヒットした。2007年度グラミー賞最優秀短編ミュージックビデオ賞を受賞し、2010年調査の「最も影響力大きいPV」で「スリラー」に次ぐ第2位を獲得している[24]。Youtube - Here It Goes Again